# Дэмиен Уэйн
Дэ́миен Уэйн (англ. Damian Wayne), известный как четвёртый Робин (англ. Robin) — вымышленный персонаж комиксов издательства DC Comics. Сын Брюса Уэйна и Талии аль Гуль. Внук суперзлодея Ра’са аль Гул, врага Бэтмена. Впервые упоминается в издании Batman: Son of the Demon («Бэтмен: Сын Демона»), изданном в 1987 году. Выращенный в искусственном чреве, в подростковом возрасте Дэмиен был оставлен матерью на попечение отцу, который до этого не знал о существовании сына. В детстве мальчик прошёл тренировку в Лиге Убийц. В 10 лет стал Робином. В один из первых патрулей познакомился с младшей дочерью комиссара Гордона.
В 2013 году Дэмиен Уэйн попал в список 25 лучших героев DC Comics по версии IGN.

## История публикаций
Ребёнок, впервые упомянутый на страницах комикса «Бэтмен: Сын Демона», впоследствии фигурировал в нескольких историях. В одном из выпусков серии «Другие миры» (англ. Elseworlds) персонаж с именем Тэллант Уэйн сражается со своим дедом Ра’сом аль Гул. Ра’с аль Гул обнаруживает секретное укрытие Бэтмена после его смерти и приказывает Лиге Убийц облачиться в костюмы, схожие с тем, которые носил Брюс Уэйн. Талия и сын Брюса тоже переодеваются в костюмы летучих мышей с целью уничтожить вражескую группировку. В комиксах Kingdom Come (1996) ребёнка Талии и Бэтмена зовут Ибн аль Ксу’ффаш, и он является сторонником Лекса Лютора. Он влюбляется в Ночную Звезду (англ. Nightstar), дочь Дика Грейсона и Звёздного Пламени (англ. Starfire). Согласно одной из версий, Ибн аль Ксу’ффаш шпионил за Лексом для Брюса Уэйна. В Kingdom Come авторства Эллиота Маггина аль Ксу’ффаш сообщает Брюсу, что его мать Талия всё ещё жива и является одной из последовательниц Матери Терезы. Сиквел The Kingdom открывает новые факты в истории сына Бэтмена. Ра’с аль Гул планировал сделать внука своим преемником. Ибн аль Ксу’ффаш убил деда, отрезав ему голову. В истории Гранта Моррисона «Сын Бэтмена» (Batman and Son, 2006) ребёнок с именем Дэмиен Уэйн является результатом связи Талии и Бэтмена.

## Силы и способности
Благодаря тренировкам Лиги Убийц Дэмиен в совершенстве владеет мастерством рукопашного боя. Прошёл обучение криминалистике, криминологии, акробатике и маскировке. Умеет имитировать голоса и интонацию других людей. Дэмиен обладает продвинутым знанием инженерии и механики — он воплотил в жизнь планы своего отца по строительству бэтмобиля. Несмотря на юный возраст, мальчик является способным бизнесменом. Помимо этого, он прекрасно владеет любым оружием, известным человечеству. Также является отличным художником и мастерски разбирается в искусстве.

## Внешний вид
Взяв у Джейсона Тодда плащ и маску Робина, Дэмиен носил одеяние поверх своего чёрно-белого костюма, вооружившись кастетом и мечом. Позже Дэмиен Уэйн официально стал Робином, к костюму добавились ремень для ношения оружия, чёрный капюшон, зелёные перчатки и ботинки.

## В массовой культуре

### «Injustice»
В серии комиксов Injustice: Gods Among Us, являющейся приквелом к одноимённой игре, Дэмиен является хотя и второстепенным, но крайне отрицательным персонажем. Когда Бэтмен решает спасти заключённых Аркхэма, которых установивший на земле диктатуру Супермен решает переправить в «более надёжное место», Дэмиен, считающий методы Супермена правильными, предаёт Бэтмена и присоединяется к Супермену. В ходе последовавшего противостояния он вступает в схватку с выпущенными заключёнными, которых подбила на бунт Харли Квинн, доставленная в Аркхем ранее Зелёной Стрелой. В ходе схватки Дэмиен впадает в бешенство и начинает зверски избивать побеждённого им Загадочника. Найтвинг, пару мгновений назад спасший Дэмиена от Соломона Гранди, пытается его остановить, говоря, что Робин не бьёт тех, кто уже лежит на земле, но Дэмиен в припадке ярости кричит, что Дик такой же плохой, как и пациенты Аркхэма, что сам Грейсон больше не Робин и, дойдя на этом месте до точки, кричит, чтобы Найтвинг прекратил говорить ему, что делать, и, не сдержавшись, кидает в голову отвлёкшегося на преступника Дика свой посох, что неоднократно делал на тренировках. Но, в отличие от тренировок, не ожидавший подобной подлости во время реального боя Найтвинг пропускает удар. Посох попадает ему в правый висок, в результате чего он оказывается оглушён ударом. Грейсон падает на упавший с потолка при отключении систем безопасности кусок бетона и ломает об него шею. Дэмиен не сразу понимает, что случилось, а поняв, не может сдержать слёз. Шокированный тем, что его родной сын убил приёмного, Бэтмен отрекается от Дэмиена и уходит с телом Найтвинга на руках, сравнивая свои ощущения с тем, что он чувствовал в день гибели родителей. Шокированные не меньше героев злодеи молча провожают Бэтмена взглядом, пока Супермен утешает Дэмиена.
Впоследствии Дэмиен становится активным участником деятельности Супермена. Именно он раскрывает сотрудничавшего с Бэтмэном Марсианского охотника, который по приказу Бэтмэна притворялся Орлицей, а после убеждает Лигу Справедливости в том, что Бэтмен опасен и у него есть полное досье на всех членов Лиги. После того, как Супермен собирается раскрыть миру личность Бэтмена, последний обесточивает орбитальную станцию, являющуюся штаб-квартирой Лиги Справедливости. Супермен отчаивается, но Дэмиен в очередной раз предаёт отца, подсказывая Супермену идею при помощи Киборга и Лекса Лютора (в этой версии являющегося лучшим другом Супермена) выйти в Интернет. Супермэн выкладывает в социальных сетях настоящее имя Бэтмена, после чего тот вынужден удариться в бега.
В последующем открытом восстании Дэмиен был побеждён Женщиной-Кошкой, взят в плен и доставлен в Башню Судьбы. На попытку Бэтмена помириться с сыном и привлечь его на свою сторону Дэмиен отвечает максимально лаконично: «Пошёл ты!». Позже был освобождён Хэлом Джорданом.

### «New Batman»
В 2015 году стало известно, что в России работают над новой серией комиксов под названием «Новый Бэтмен» («New Batman»). В будущей серии будут показаны события, происходящие через 20 лет после последнего появления Дэмиена Уэйна в комиксах на 2015 год. За этот период времени Бэтмен (Брюс Уэйн) погиб. И больше чем через 15 лет его место занял его родной сын Дэмиен.
Он схож со своим отцом: невероятно умён, обладает навыками детектива, физически даже превосходит Брюса. Однако он очень жесток, часто у него возникают неуправляемые вспышки ярости. Он осознаёт, что он большее, чем просто человек, ведь, помимо крови Уэйнов, в нём течёт ещё и кровь Аль Гулов.
Комиксы расскажут о похождениях взрослого Дэмиена Уэйна в маске Бэтмена. Известно, что будут задействованы такие персонажи как Найтвинг (Дик Грейсон), Красный Робин (Тим Дрейк), Красный Колпак (Джейсон Тодд). Появится много новых персонажей.

### Телевидение
Телевизионный дебют Дэмиена Уэйна состоялся в мультсериале «Бэтмен: Отважный и смелый» (эпизод «The Knights of Tomorrow!»). Является сыном Брюса Уэйна и Селины Кайл (а не Талии аль Гуль). Не имея ни малейшего намерения продолжать дело своего отца, Дэмиен заявляет родителям, что не хочет, чтобы они спланировали всю его жизнь за него самого. Но после того, как его родители погибают от рук Джокера, Дэмиен меняет своё решение. На пару с Диком Грейсоном, ставшим после смерти Брюса новым Бэтменом, Дэмиен побеждает престарелого Джокера и его сына. В будущем Дэмиен как третий Бэтмен патрулирует Готэм вместе с новым Робином — своим сыном.

### Кино
Дэмиен Уэйн один из главных героев полнометражных мультфильмов «Сын Бэтмена», «Бэтмен против Робина» и «Бэтмен: Дурная кровь». И 29 марта 2016 года вышел новый фильм «Лига Справедливости против Юных Титанов», где он является одним из главных персонажей. Также в апреле 2017 года вышел мультфильм с его участием «Юные Титаны: Контракт Иуды», а в мае 2020 — «Тёмная Лига справедливости: Война Апокалипсиса».
Дэмиен Уэйн носит костюм Робина в мультфильме «Безграничный Бэтмен: Роботы против мутантов».
Он также появляется в мультфильме «Несправедливость», основанном на видеоигре Injustice: Gods Among Us.
Warner Bros. Pictures разрабатывает фильм «Отважный и смелый», который будет посвящён Бэтмену и Дэмиену Уэйну. События развернутся в рамках медиафраншизы «Вселенная DC».

### Видеоигры
Персонаж Batman: Rise of Sin Tzu
- Персонаж LEGO Batman 2: DC Super Heroes.
- Персонаж Injustice: Gods Among Us (как альтернативный костюм Найтвинга).
- Игровой персонаж Injustice 2 (Робин). В финале аркады Дэмиен, одетый в костюм Робина, становится свидетелем того, как Бэтмен умирает, чтобы спасти его от Брэйниака. После поражения Брэйниака, Дэмиен понимает, что недооценил своего отца, и принимает мантию Бэтмена, чтобы почтить его наследие.
- Персонаж Scribblenauts Unmasked: A DC Comics Adventure.
- Персонаж Lego DC Super-Villains.